# Fish Lake, Indiana
Fish Lake är en ort (census-designated place) i Lincoln Township, LaPorte County, Indiana, USA. 